# Scary Stories: Dark Web
Scary Stories: Dark Web es una antología de terror sobrenatural de 2020 dirigida por Bryan Renaud y producida por Random Acts, escrita por Renaud con material adicional de Savanna Rae y Crystal Skillman. Originalmente desarrollada como una presentación en vivo, la producción se reinventó como una película, comenzando la producción el 6 de marzo de 2020, antes de la película similar de la era de la pandemia Host. La película se destaca porque sirve como una antología con cortos desconectados, descritos en la trama como encontrados en la web oscura. La historia sigue a un grupo de amigos (Savanna Rae, Bryan Renaud, Shannon Leigh Webber, Sarah Patin, Ben F. Locke y Alexandra Alontaga) que desatan un demonio inactivo durante mucho tiempo cuando tropiezan con la red oscura. Además de la llamada de Zoom. Los formatos utilizados en la película incluyen video telefónico, material documental y transmisión en vivo.
La película se estrenó a pedido el 8 de octubre de 2020, originalmente para una duración limitada de cuatro semanas. Después de convertirse en la producción más vendida en la historia de Random Acts, se extendió hasta noviembre de 2020 antes de finalmente transmitirse en YouTube. A fines de 2020, la película fue doblada al portugués y estrenada en los cines brasileños por Fox.

## Argumento
Después de encontrar un misterioso libro de cuentos en su ático, la estudiante universitaria Chloe Whitaker (Savanna Rae) reúne a sus amigos en una videollamada para reavivar una antigua tradición narrativa llamada "La orden de la luz de la luna". Ella cuenta la historia de Sara Bogan, ahora recordada como The Boogeywoman, que vivió una vida torturada y encontró consuelo compartiendo historias. Chloe incluye imágenes ubicadas en la web oscura, desatando sin darse cuenta una fuerza oscura sobre la llamada que apunta al grupo de amigos uno por uno... pero ¿podría ser la propia Sara Bogan? Después de que Jenny (Shannon Leigh Webber) y Alyssa (Alexandra Alontaga) desaparecen de la llamada, Michael (Bryan Renaud) se dirige a pie a la casa de Chloe.
Los segmentos de metraje encontrado se intercalan con la trama principal e incluyen una cita extraña de Tinder que salió mal ("Date from Hell"), un puente embrujado ("Emily's Bridge"), una mujer seguida por ella misma ("Selfy") y material documental ( "La casa embrujada de Pittsford"). "Emily's Bridge" y "The Pittsford Haunted House" aparecieron anteriormente en una antología titulada Dead Static.
Mientras Michael corre por la ciudad, la fuerza oscura se hace cargo de la llamada y revela imágenes de Chloe participando en un ritual, siendo poseída. Mientras los amigos (Sarah Patin y Ben F. Locke) intentan detenerlo, Michael llega a la casa de Chloe donde encuentra cientos de velas preparadas para una ceremonia, pero Chloe no se encuentra por ningún lado. Vemos que el ritual requería una ceremonia de seis, solo completada con un sacrificio humano. Finalmente, vemos a Michael entrar en la pantalla de Chloe en la llamada antes de que Chloe lo ataque, poseído por Sara Bogan.
Chloe recoge con calma el libro "La orden de la luz de la luna" y camina hacia la cámara cuando la llamada se acaba. A pesar de las similitudes con Host (2020), la película está basada en la obra de teatro de 2019 Scary Stories: Are You Afraid? , y entró en producción antes del estreno de Host (2020).

## Reparto
- Savanna Rae como Chloe Whitaker
- Bryan Renaud como Michael
- Shannon Leigh Webber como Jenny
- Sarah Patin como Sheena
- Alexandra Alontaga como Alyssa
- Ben F. Locke como Jay
- Tony Todd como él mismo (sin acreditar)
- Colton Adams como Kev
- Gardy Gilbert como Tuv
- Dana Macel como niña

## Producción
En 2016, Random Acts comenzó a desarrollar una comedia teatral inspirada en Are You Afraid of the Dark?. A principios de 2019, Savanna Rae se unió a la producción y ayudó con una reescritura que cambió el tono general a un horror más directo con elementos cómicos. Una producción en vivo titulada Scary Stories: Are You Afraid? actuó con entradas agotadas en el Otherworld Theatre de Chicago durante octubre y noviembre de 2019.
Ante la cancelación de casi todos los eventos previstos para 2020, Renaud y Rae (junto con la escritora Crystal Skillman) readaptaron la historia para ambientarla en la actualidad, durante la pandemia. Después de una proyección privada en septiembre de 2020, los escritores idearon rápidamente una nueva escena para conectar la mayor parte de la película con los momentos finales, completando las nuevas tomas solo unos días antes del estreno.
Exal Iraheta, quien escribió el segmento "Date from Hell", habló con Chicago Reader sobre escribir para un proyecto de la era de la pandemia y contar historias de miedo en línea. Afirma: "Mi historia trata sobre tratar de conocer a alguien en línea. Creo que habla de la soledad que todos estamos experimentando en cuarentena... Hay una necesidad de conexión que ronda, a veces te preguntas mucho: ¿Quiénes somos? ¿realmente conocer y hablar al otro lado de esa pantalla?" Iraheta también había escrito previamente un segmento para la producción de 2019. Chicago Tribune anunció el elenco oficial el 26 de septiembre de 2020.

## Lanzamiento
Scary Stories: Dark Web estuvo disponible como alquiler de 24 horas el 8 de octubre de 2020. Originalmente un evento limitado que cerraría en Halloween, la película rompió todos los récords anteriores de Random Acts, lo que provocó una extensión hasta noviembre de 2020.
A fines de 2020, la película se dobló al portugués y se le dieron nuevos subtítulos antes de estrenarse en Brasil y Argentina.

### Medios domésticos
En julio de 2021, la película se publicó en su totalidad en YouTube. En octubre de 2021, las historias que aparecen en la película se adaptaron para el podcast Scary Stories Around the Fire. El 27 de mayo de 2022, Random Acts publicó un avance de VIRAL: a scary story con un lanzamiento planeado para Halloween.

## Recepción
La reseña de FullTV afirma que la película "tuvo un grupo estelar de actores bajo la dirección de Bryan Renaud ... [se] logra contar una muy buena historia y mantener a la audiencia en su silla".
Fred's Horror Corner le dio a la película 3.5/5 estrellas, calificándola como una "mezcla creíble de Host y VHS".
Chicago Reader recomendó Scary Stories: Dark Web , afirmando que "enviará un buen tipo de escalofrío espeluznante por tu columna".